# Dolar american
Dolarul american este unitatea monetară a Statelor Unite. Este abreviat în mod normal folosind simbolul $, USD, sau US$. Dolarul a fost adoptat de către Congresul Confederațiilor Statelor Unite pe data de 6 iulie 1785. Este divizat în 100 de cenți.

## Etimologie
Numele de „dolar” este derivat din „taler”, moneda din argint de „Joachimsthal” (în prezent Jáchymov, Boemia). Prin extensie, realul spaniol, moneda de argint cu mare circulație pe continentul nordamerican, a fost denumit de coloniștii americani tot „taler” („taler spaniol”), de unde provine numele dolarului.

## Semnul dolarului
Simbolul $, de obicei scris înainte de suma numerică, este folosit pentru dolarul american (precum și pentru multe alte monede). Semnul a fost rezultatul unei evoluții din secolul al XVIII-lea din abrevierea scribală "ps" pentru peso, denumirea comună a dolarului spaniol care era în circulație în Lumea Nouă din secolele XVI-XIX. Aceste pesos spaniole sau dolari au fost tocate în America spaniolă, și anume în Ciudad de México; Potosí, Bolivia; și Lima, Peru. "P" și "s" în cele din urmă au ajuns să fie scrise unul peste celălalt dând naștere la $.

## Monede

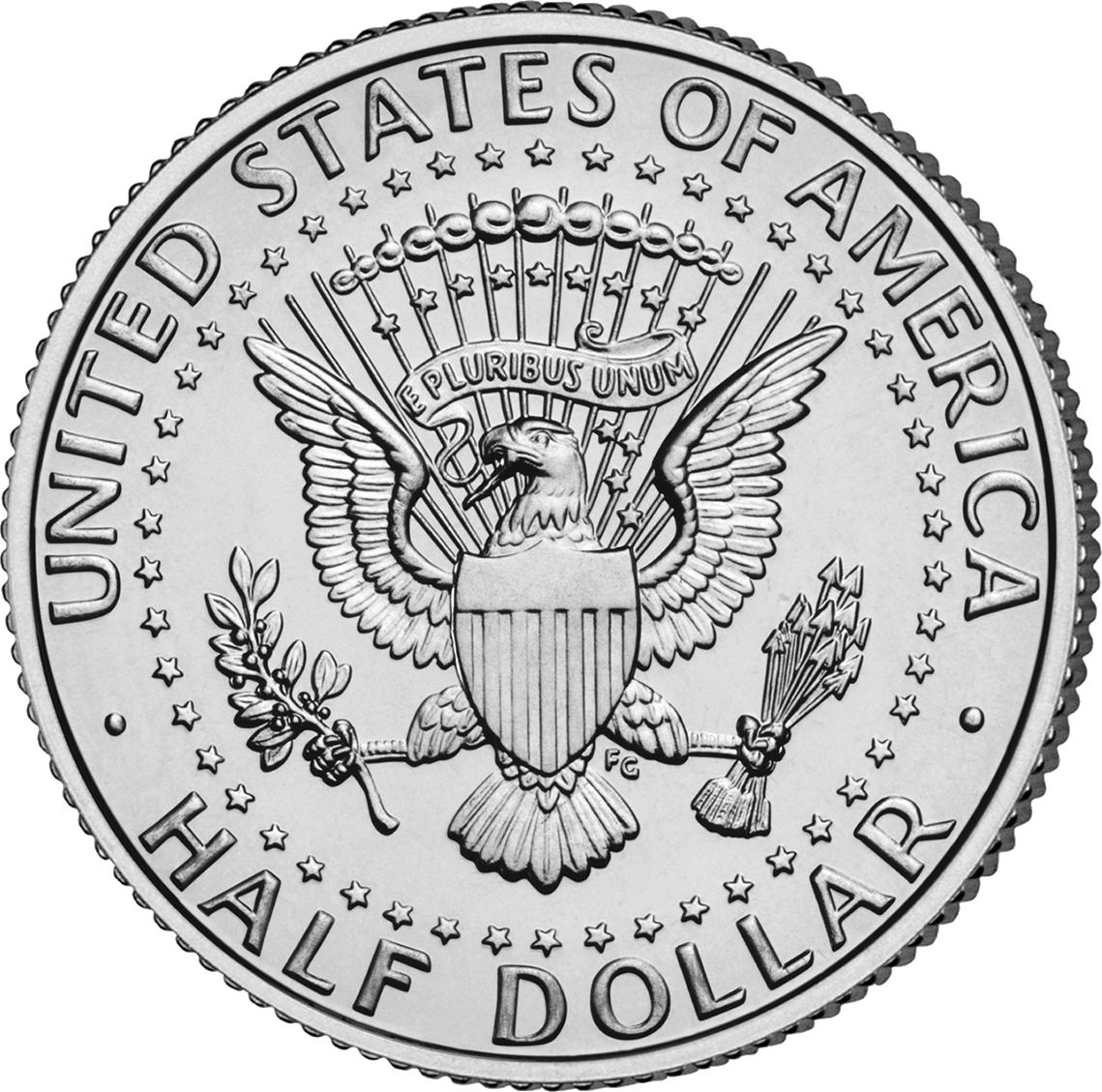
50 cenţi
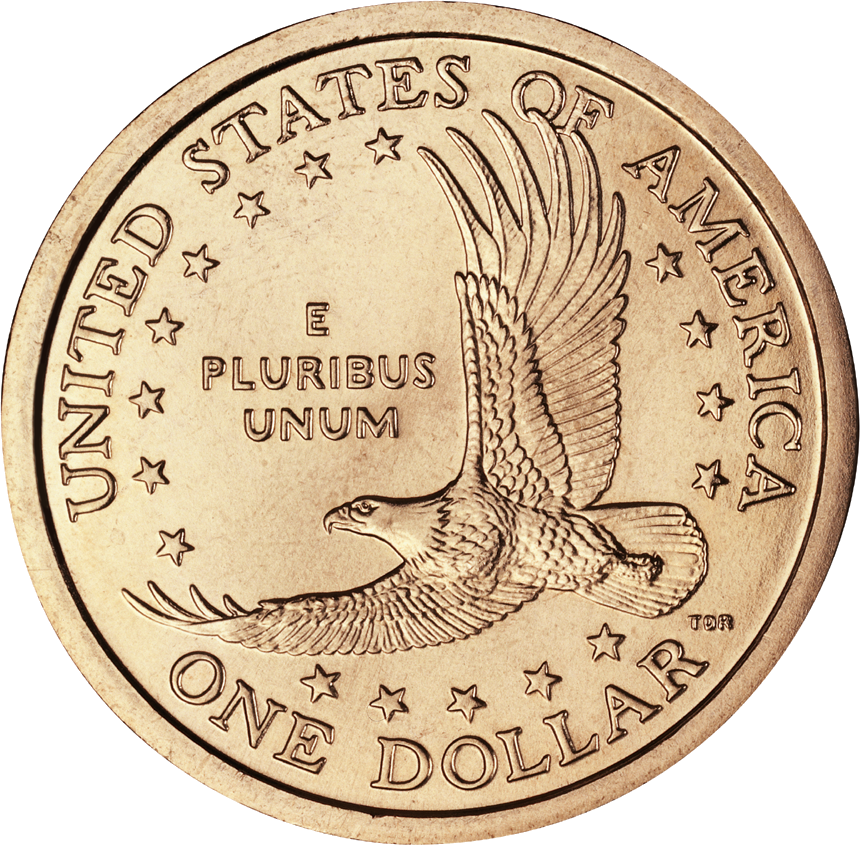
1 dolar

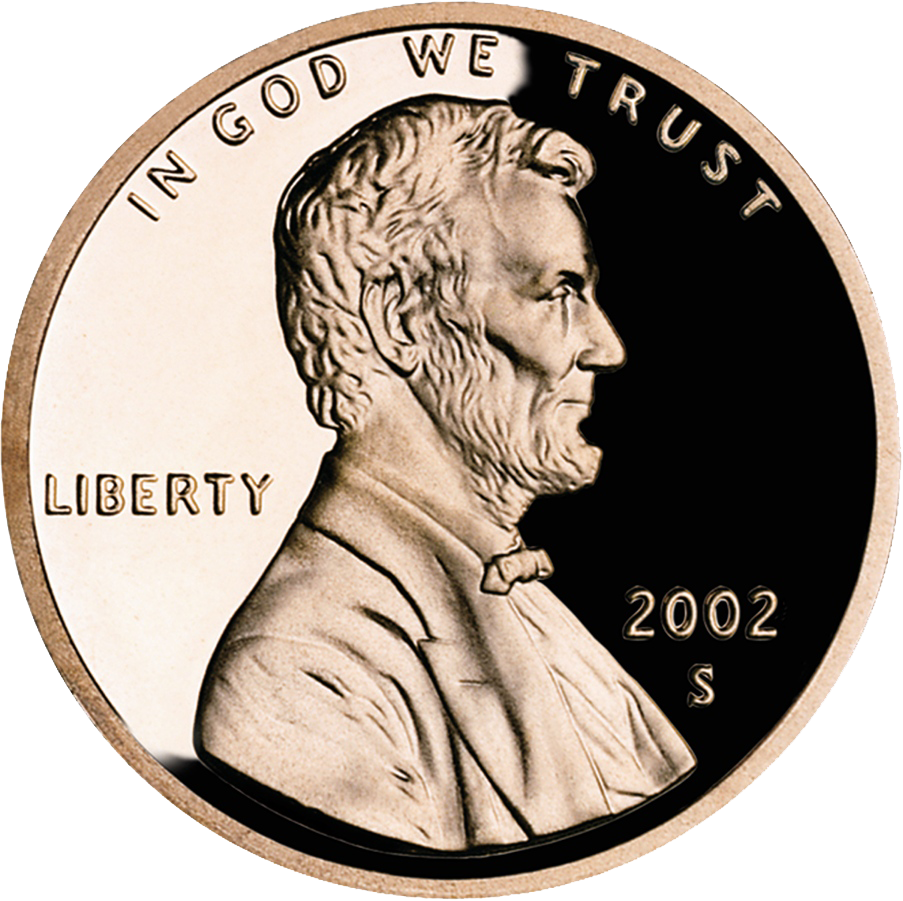
1 cent

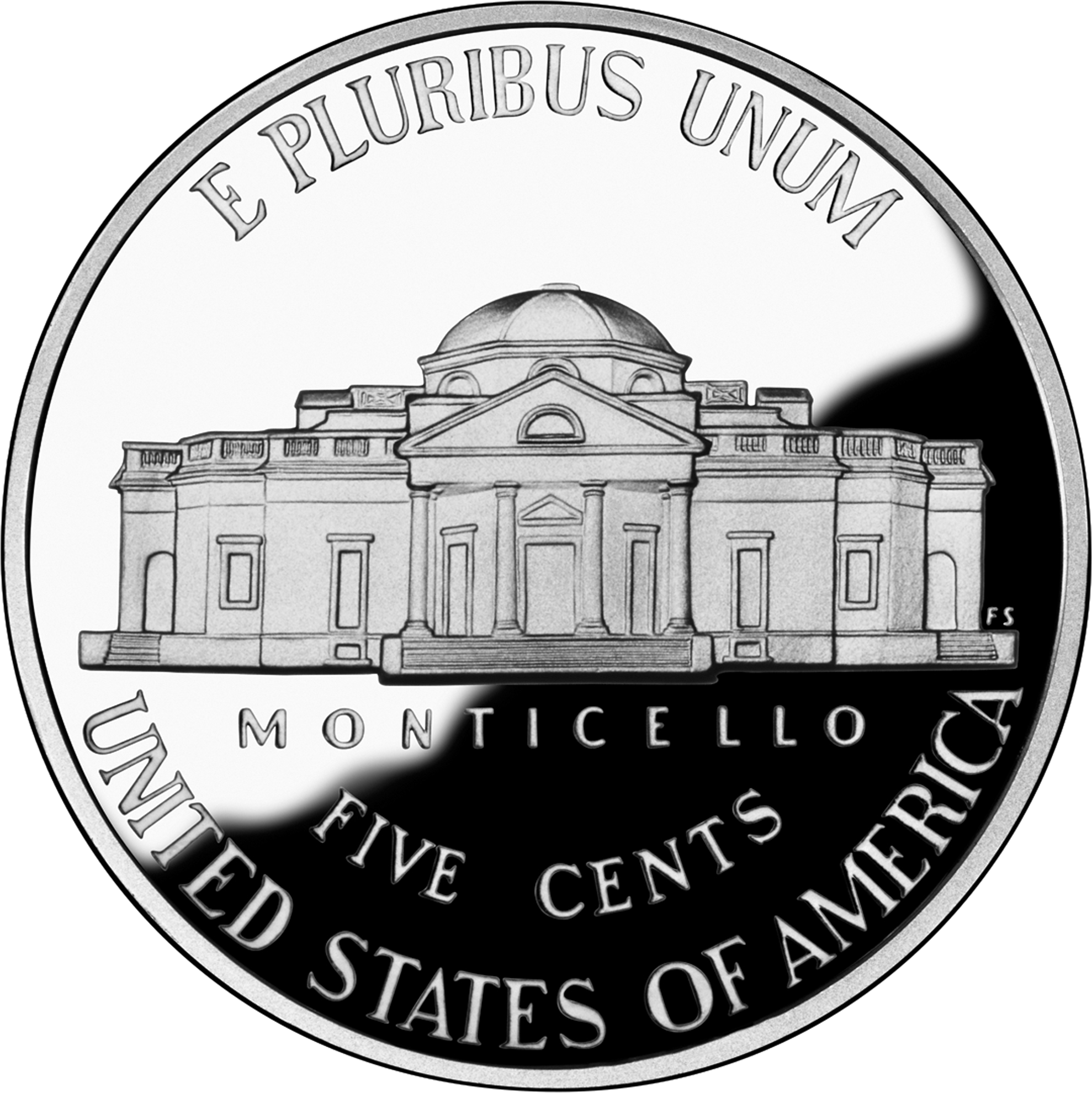
5 cenţi
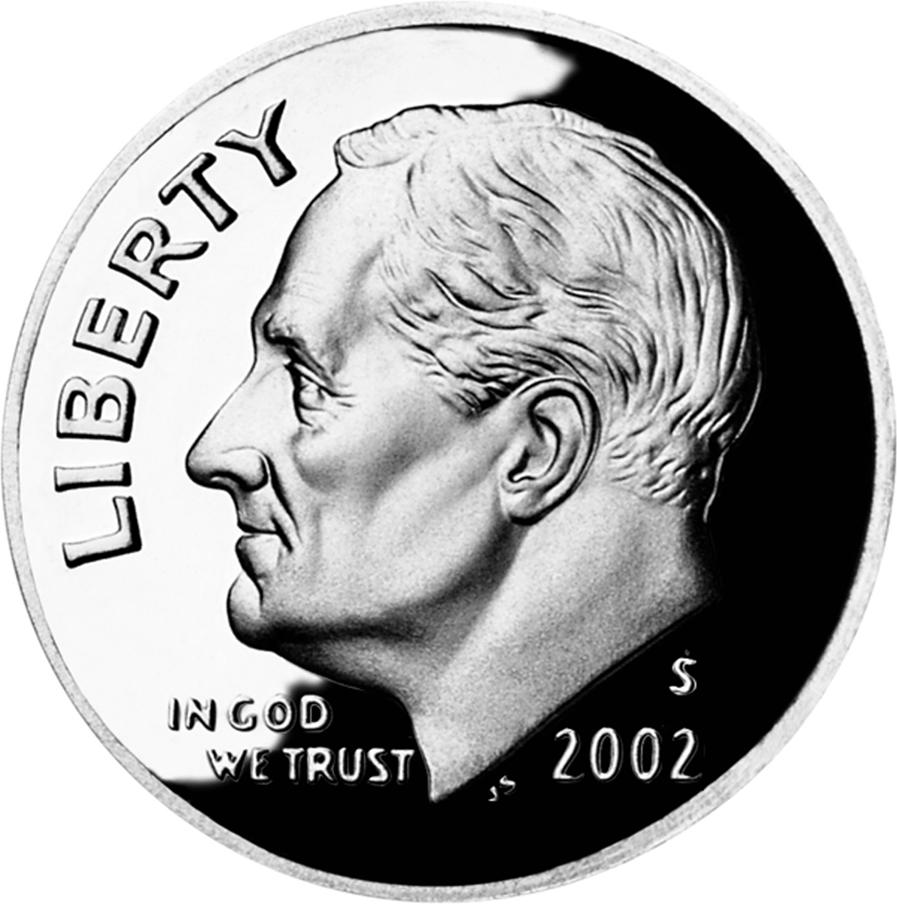
10 cenţi
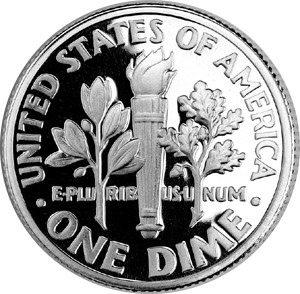
10 cenţi

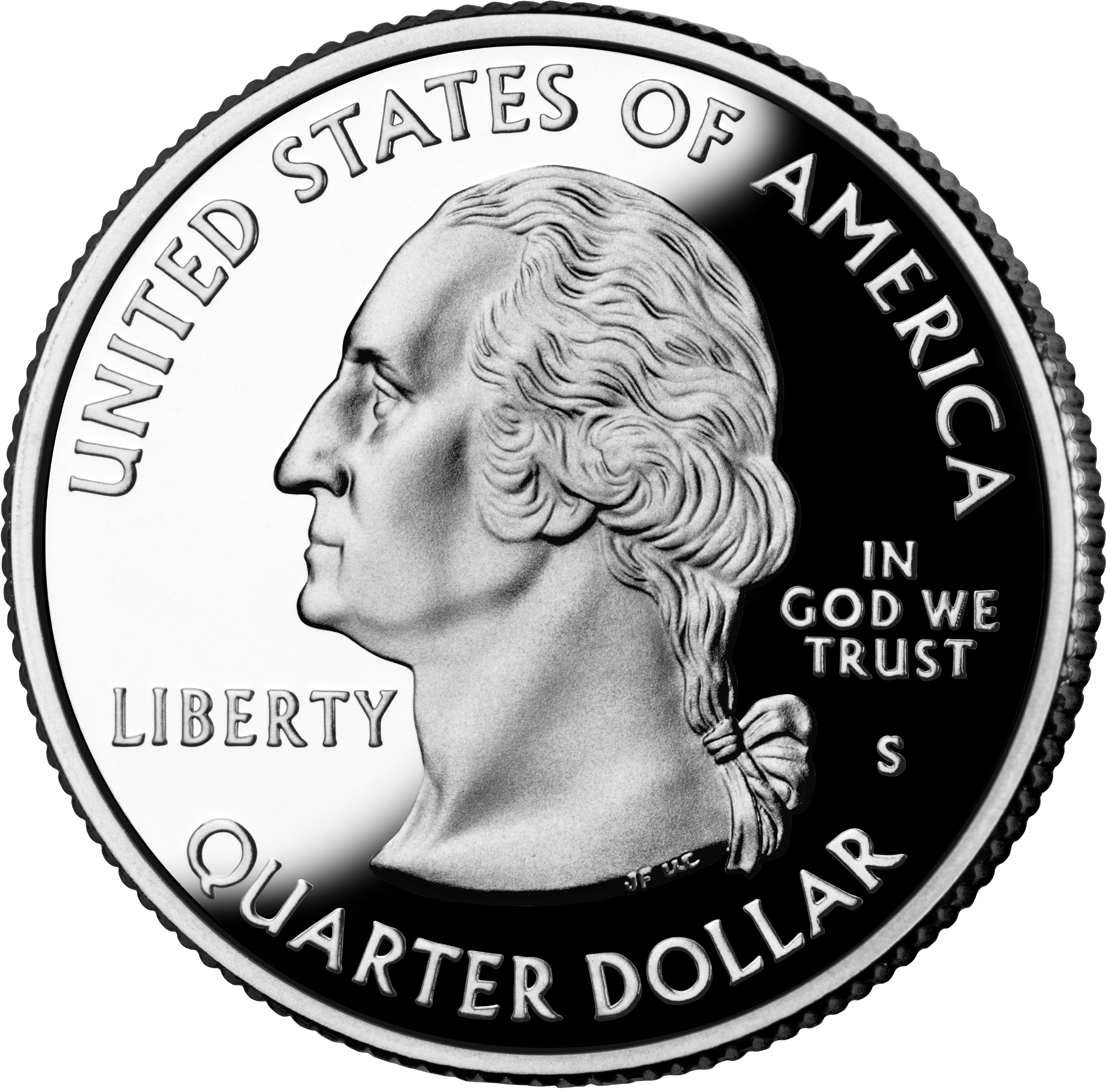
25 cenţi
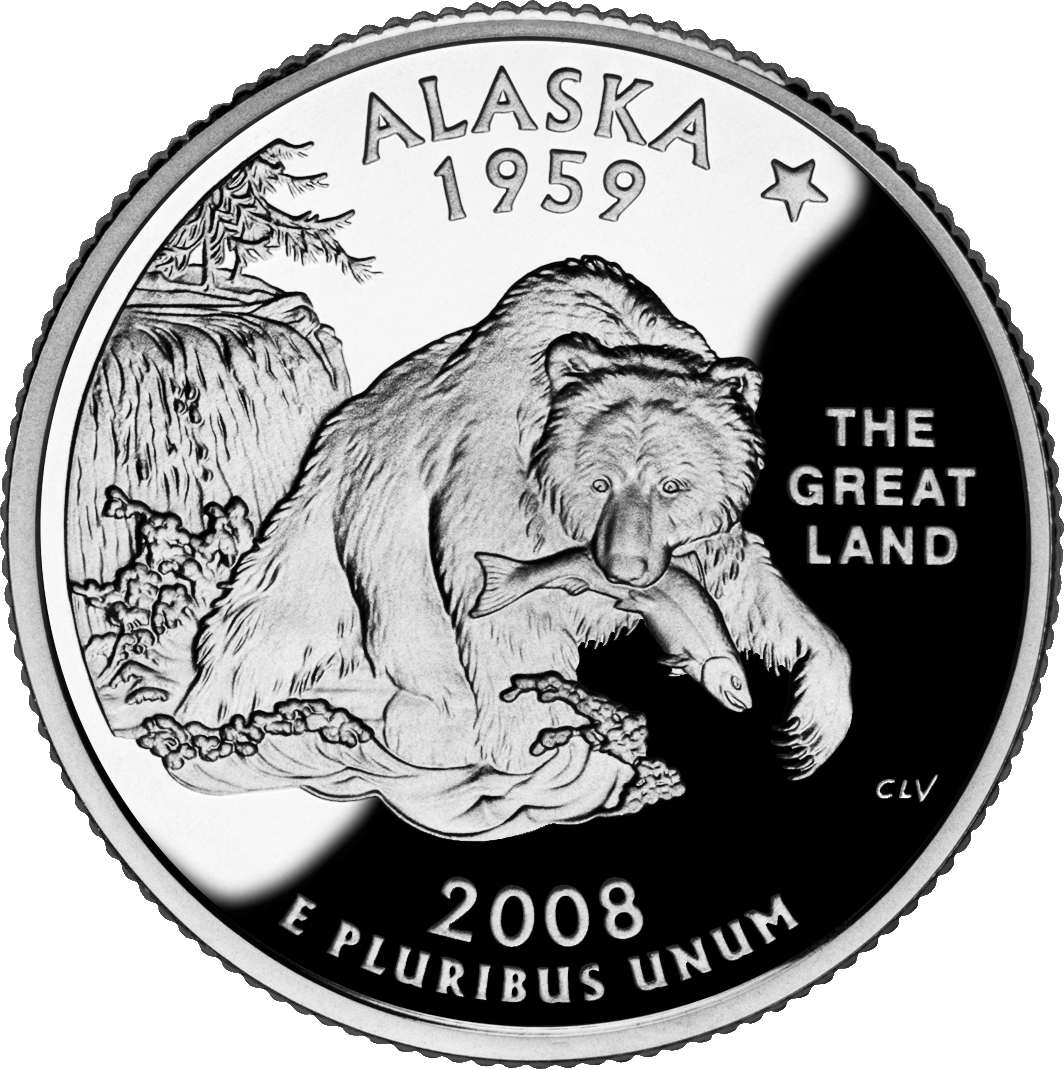
25 cenţi
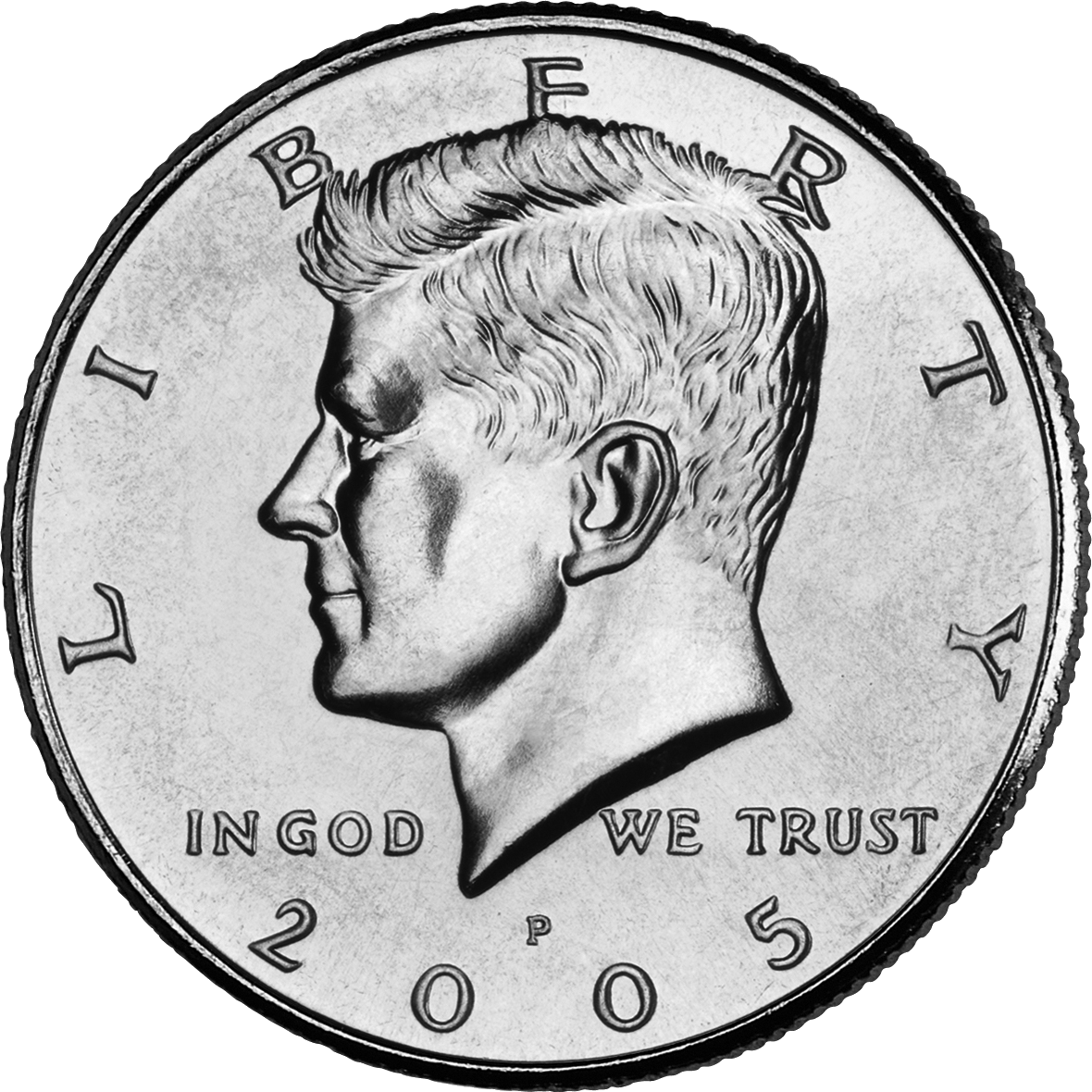
50 cenţi

- 50 cenţi
- 1 dolar

## Bancnote

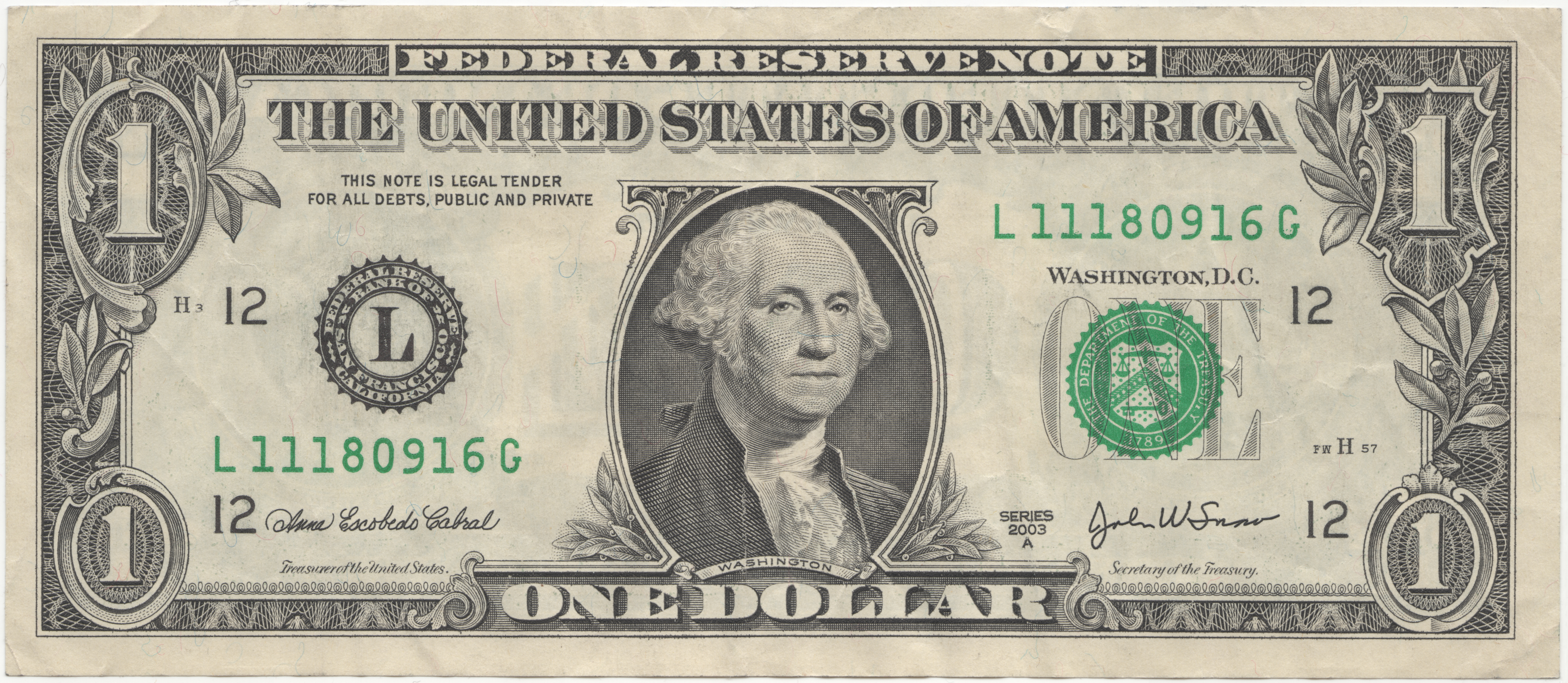
1 dolar
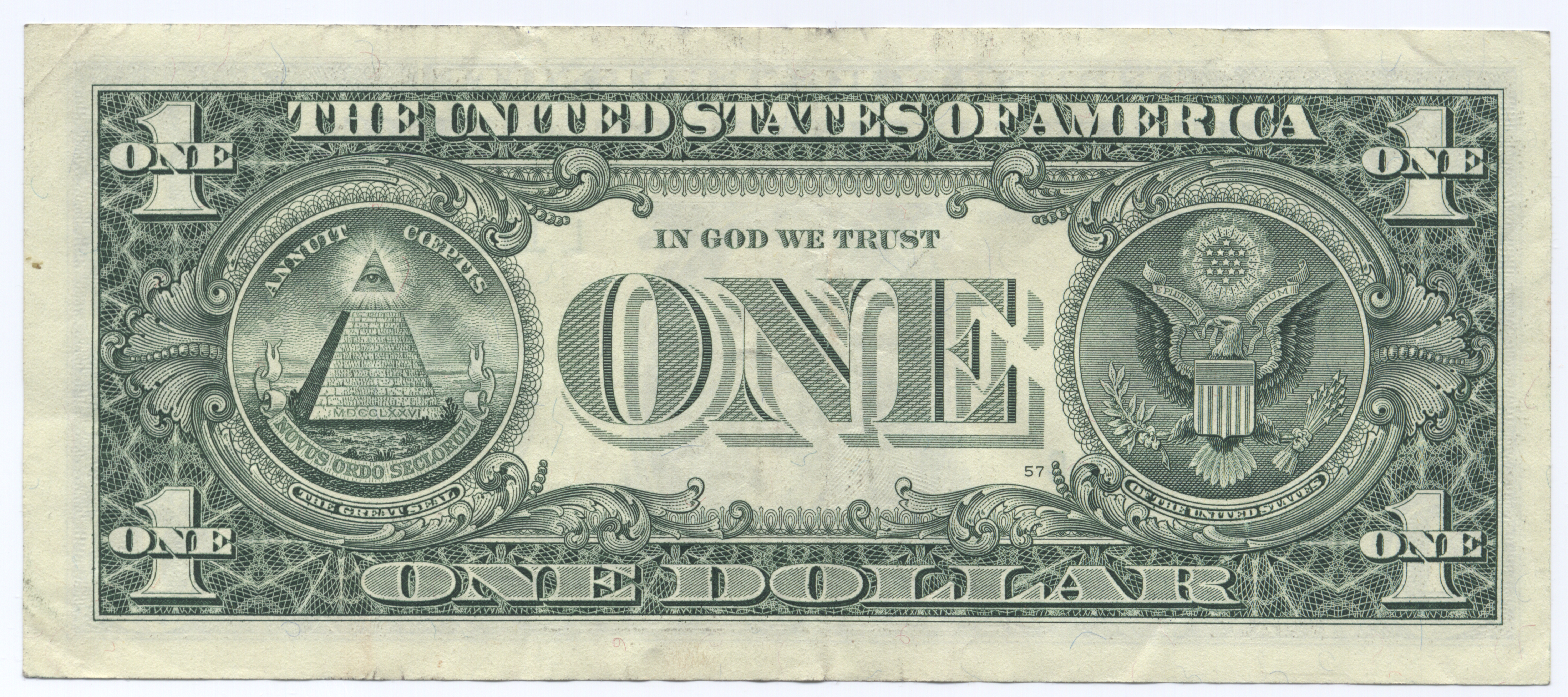
1 dolar
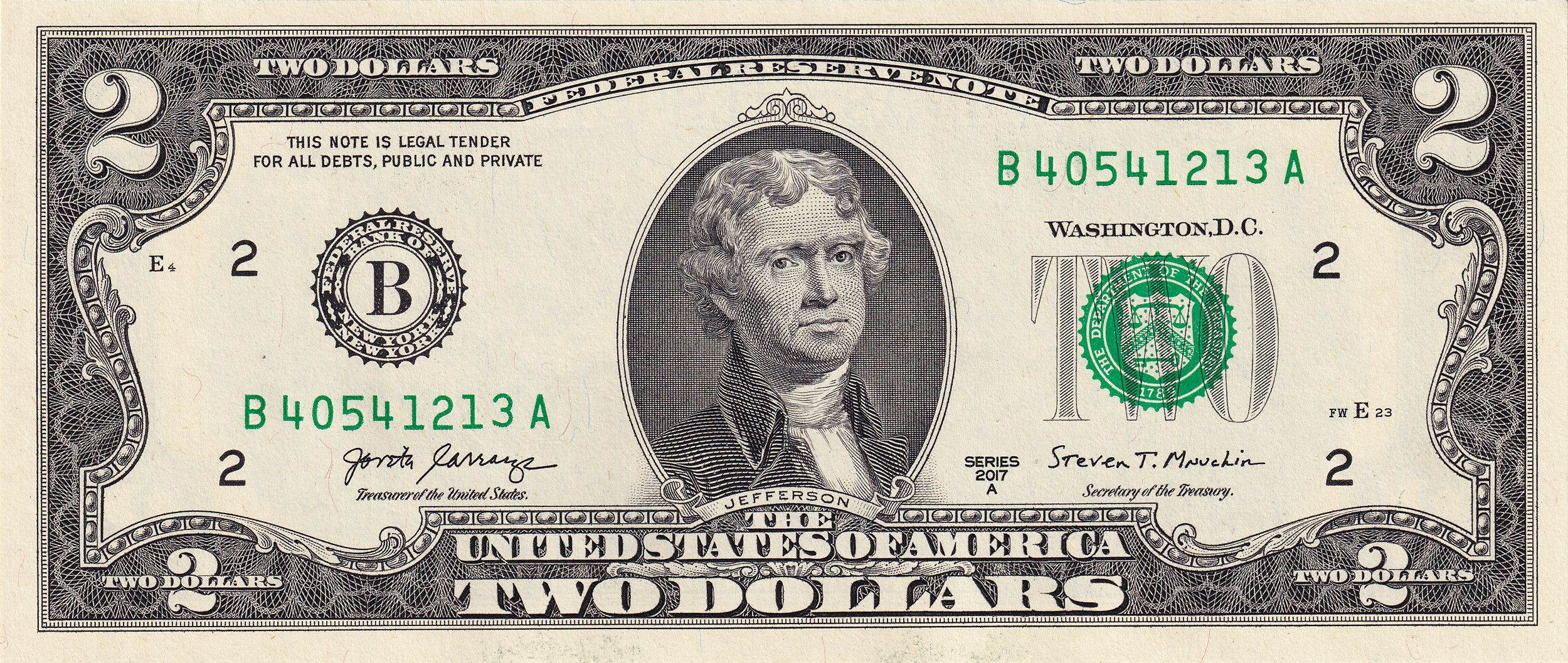
2 dolari
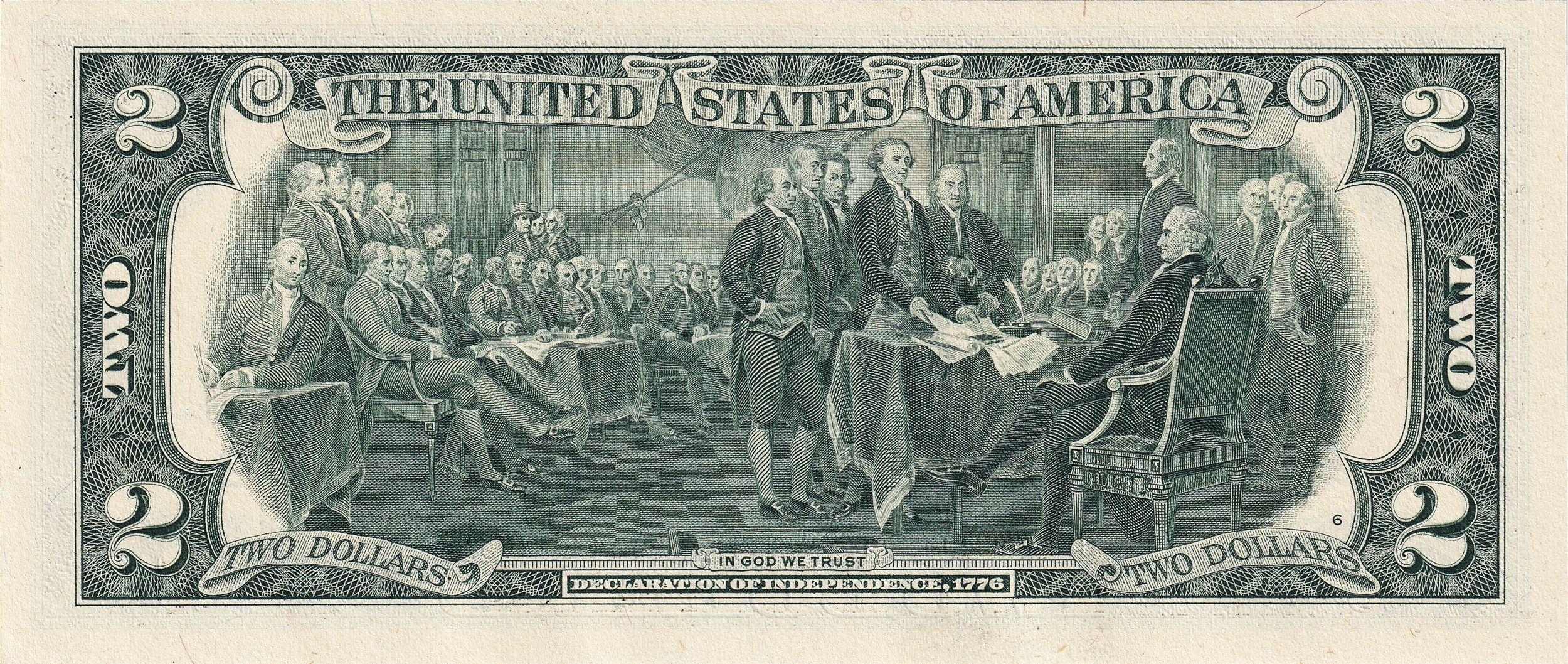
2 dolari
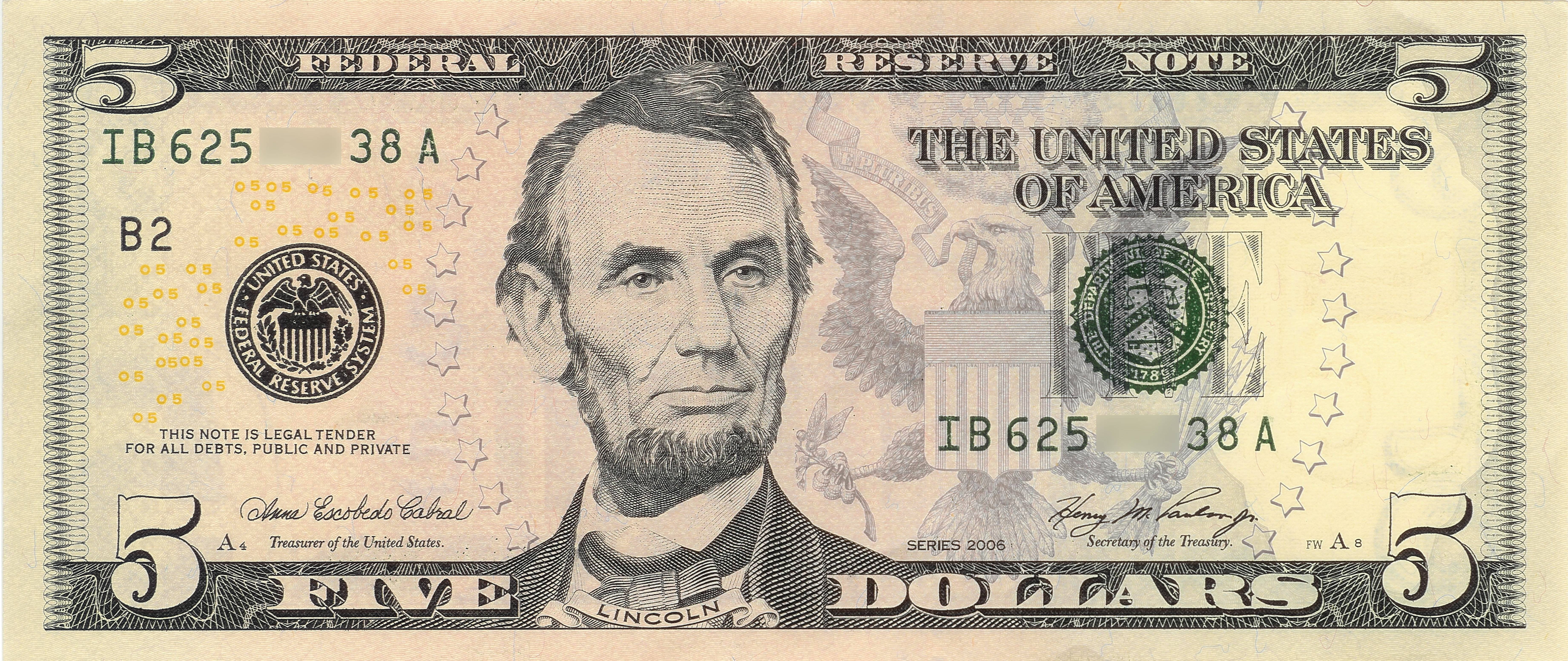
5 dolari
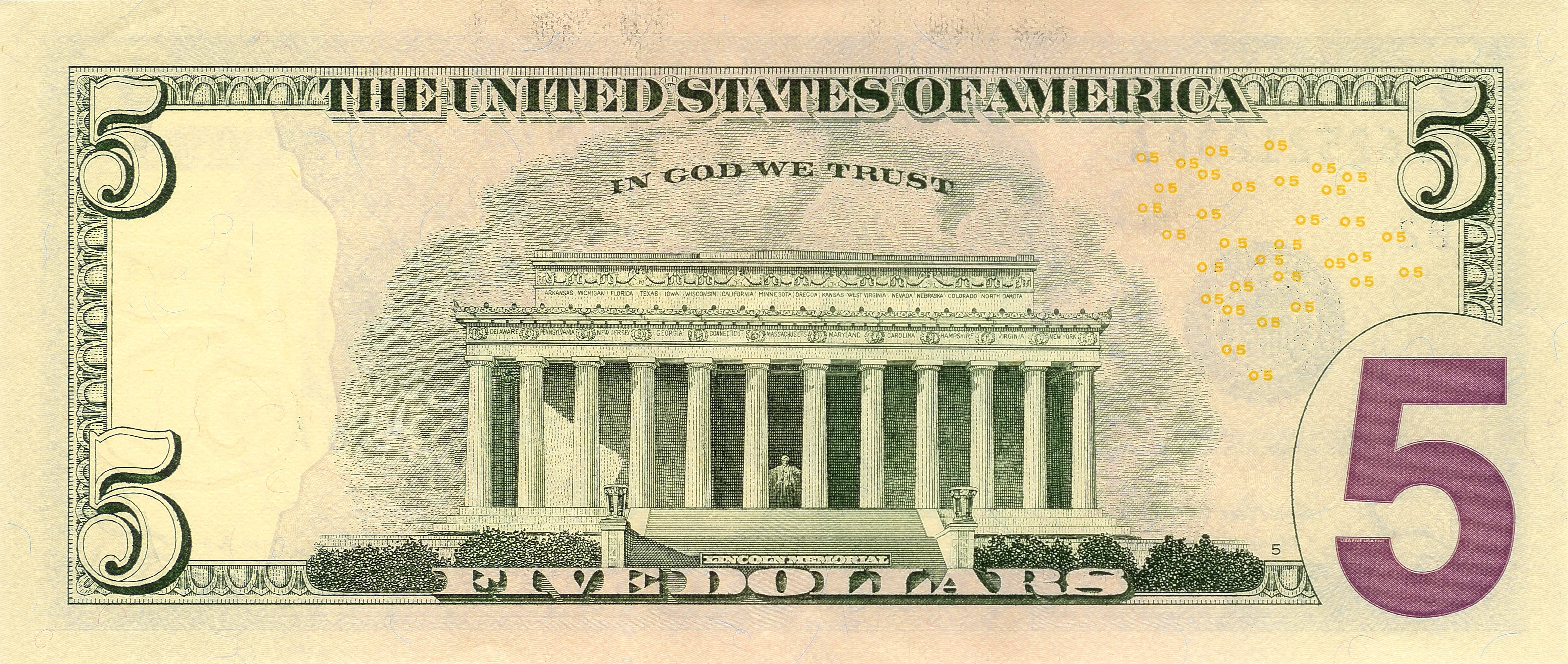
5 dolari
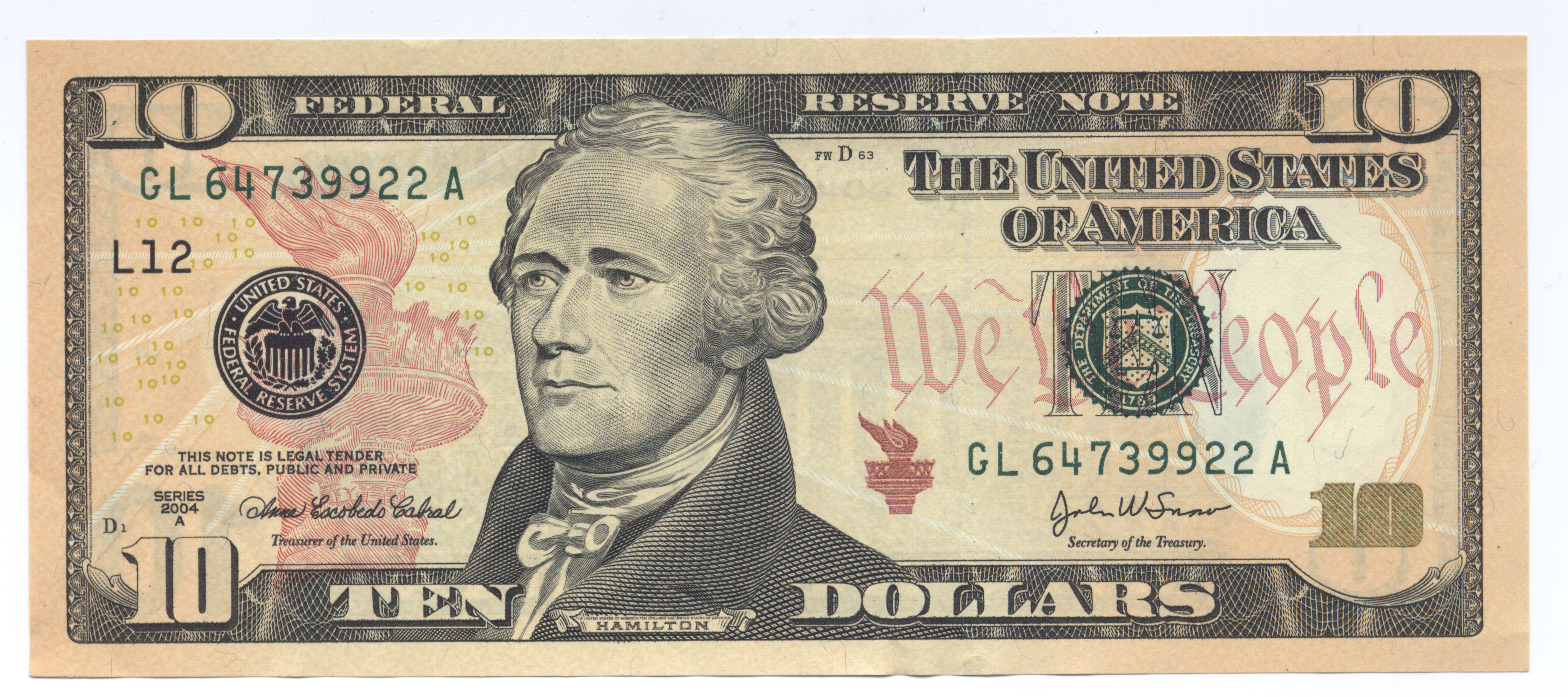
10 dolari
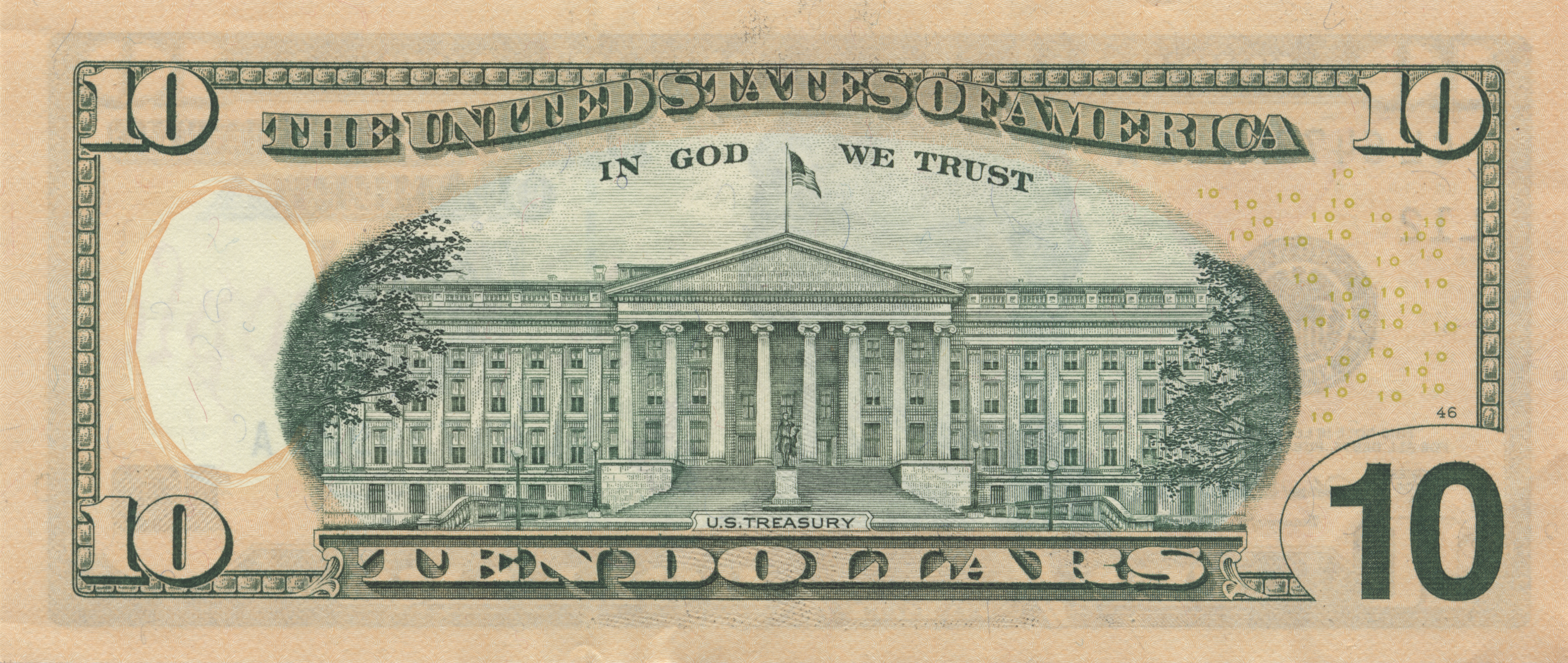
10 dolari
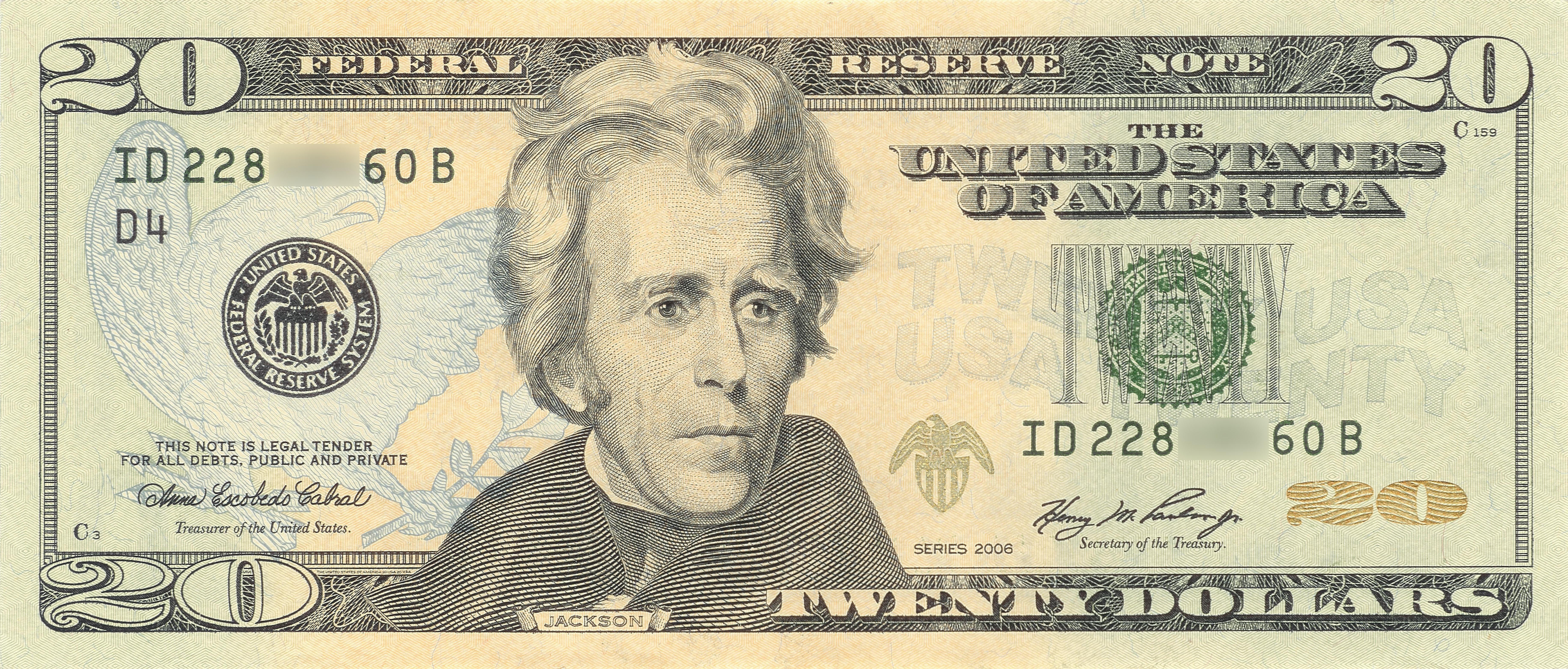
20 dolari
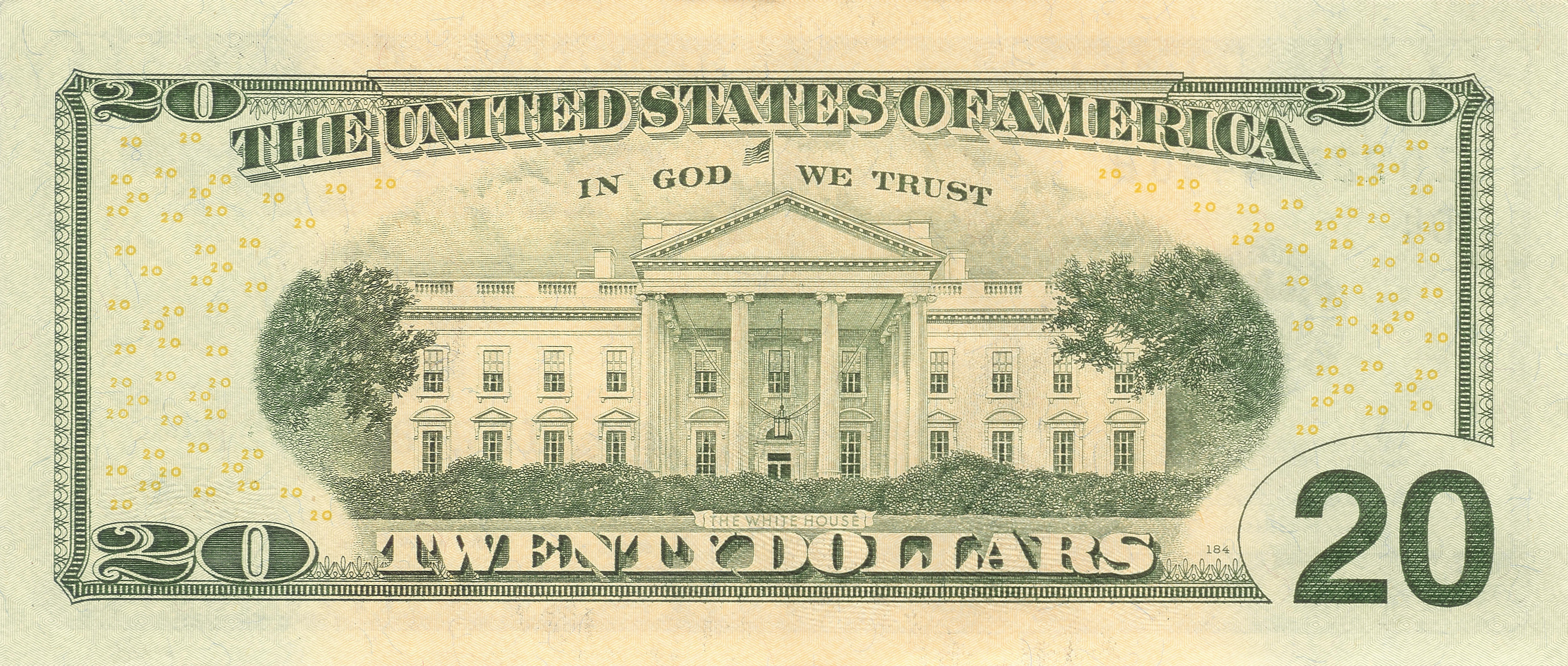
20 dolari
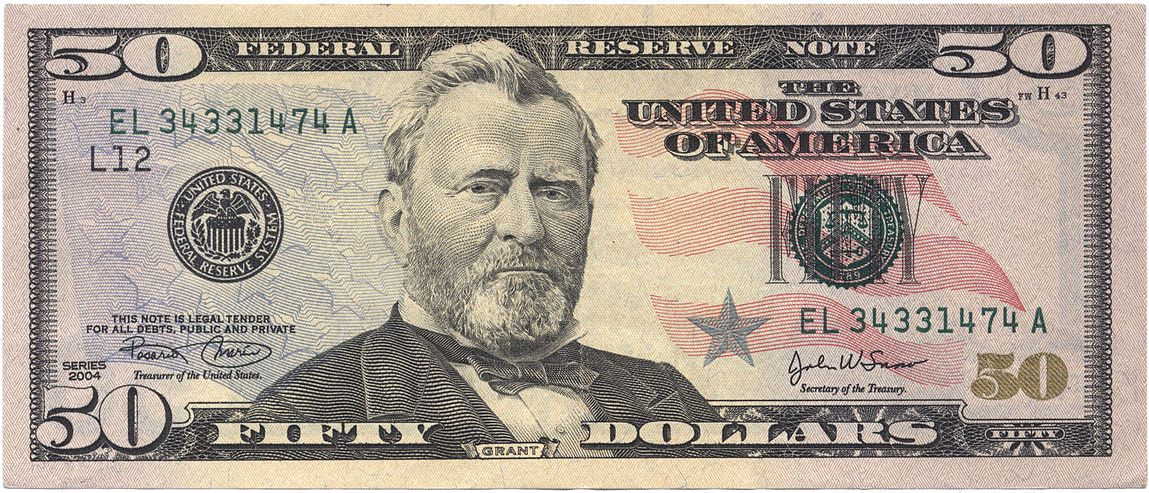
50 dolari
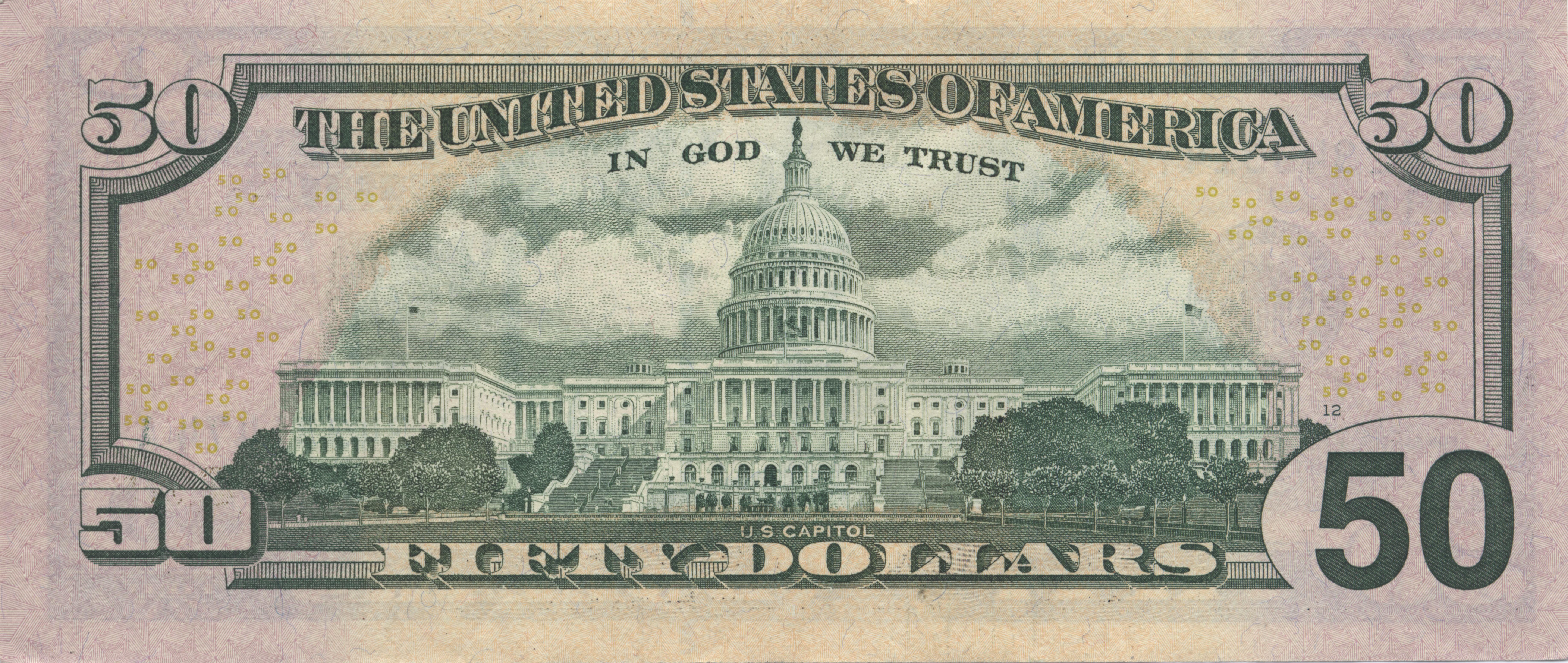
50 dolari
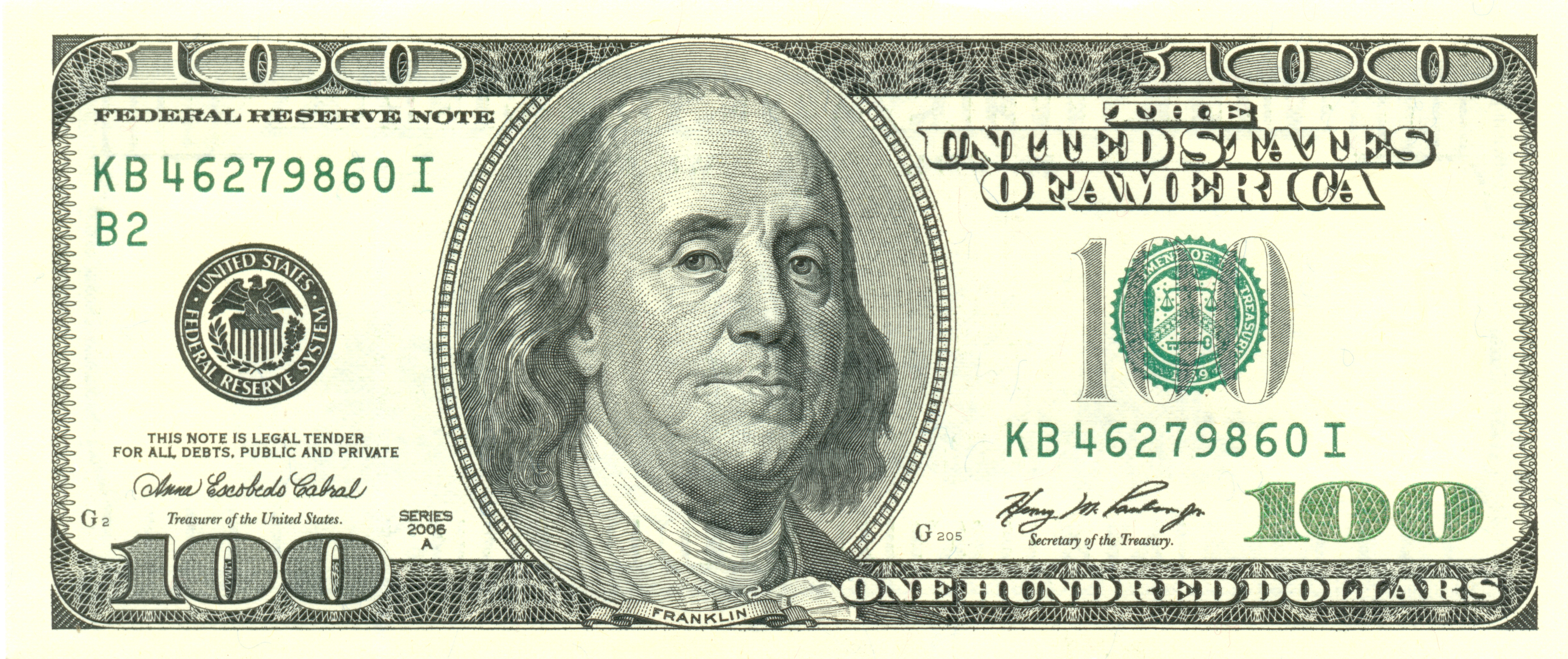
100 dolari
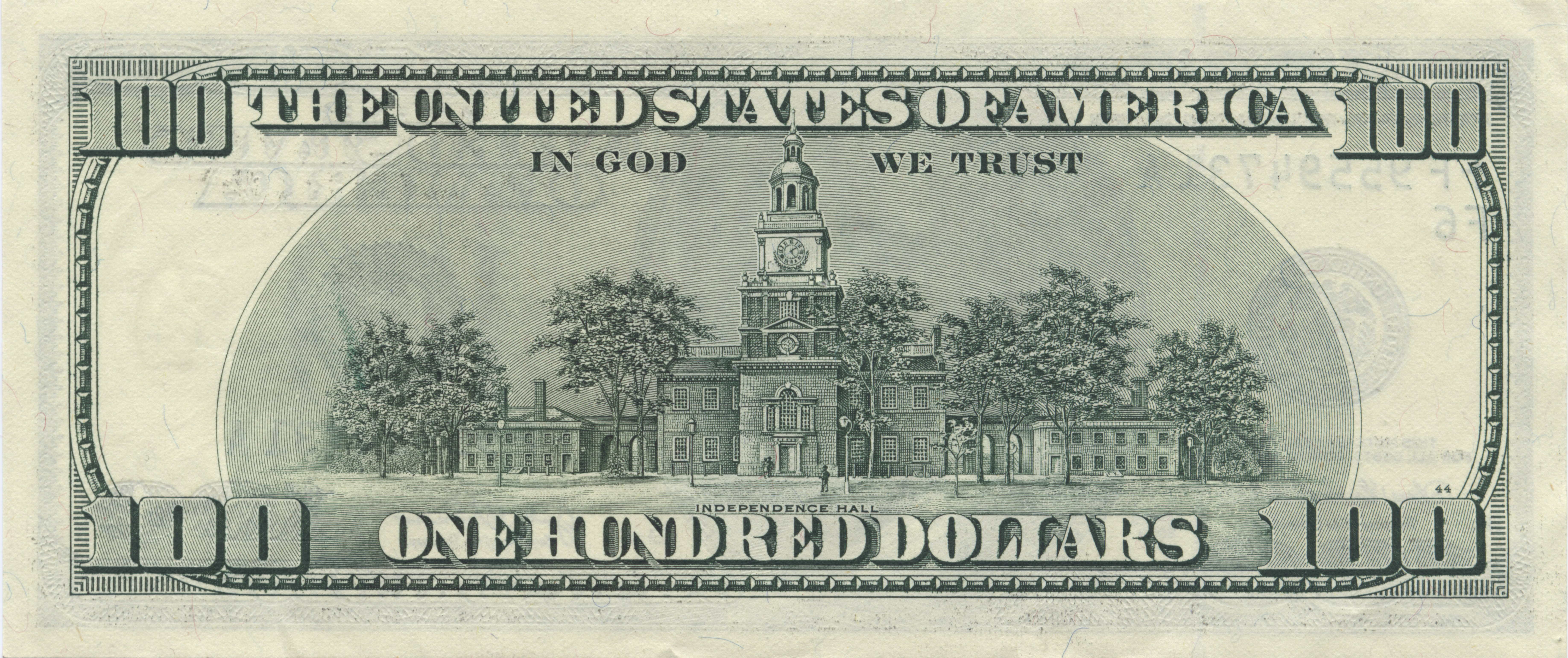
100 dolari